# Teharče
Teharče (nemško Techanting) je naselje v Občini Bekštanj v Okraju Beljak-dežela na Koroškem v Avstriji.